# Heterogomphus pauson
Heterogomphus pauson är en skalbaggsart som beskrevs av Perty 1830. Heterogomphus pauson ingår i släktet Heterogomphus och familjen Dynastidae. Inga underarter finns listade i Catalogue of Life.